# C/2019 Y1 (ATLAS)
C/2019 Y1 (ATLAS) é um cometa não periódico descoberto pela pesquisa do ATLAS em 16 de dezembro de 2019. Passou pelo seu periélio em 15 de março de 2020 a 0,84 UA do sol.

## Observação
O cometa passou perto da Terra no início de maio de 2020. Foi visível no céu do hemisfério norte na primavera de 2020.

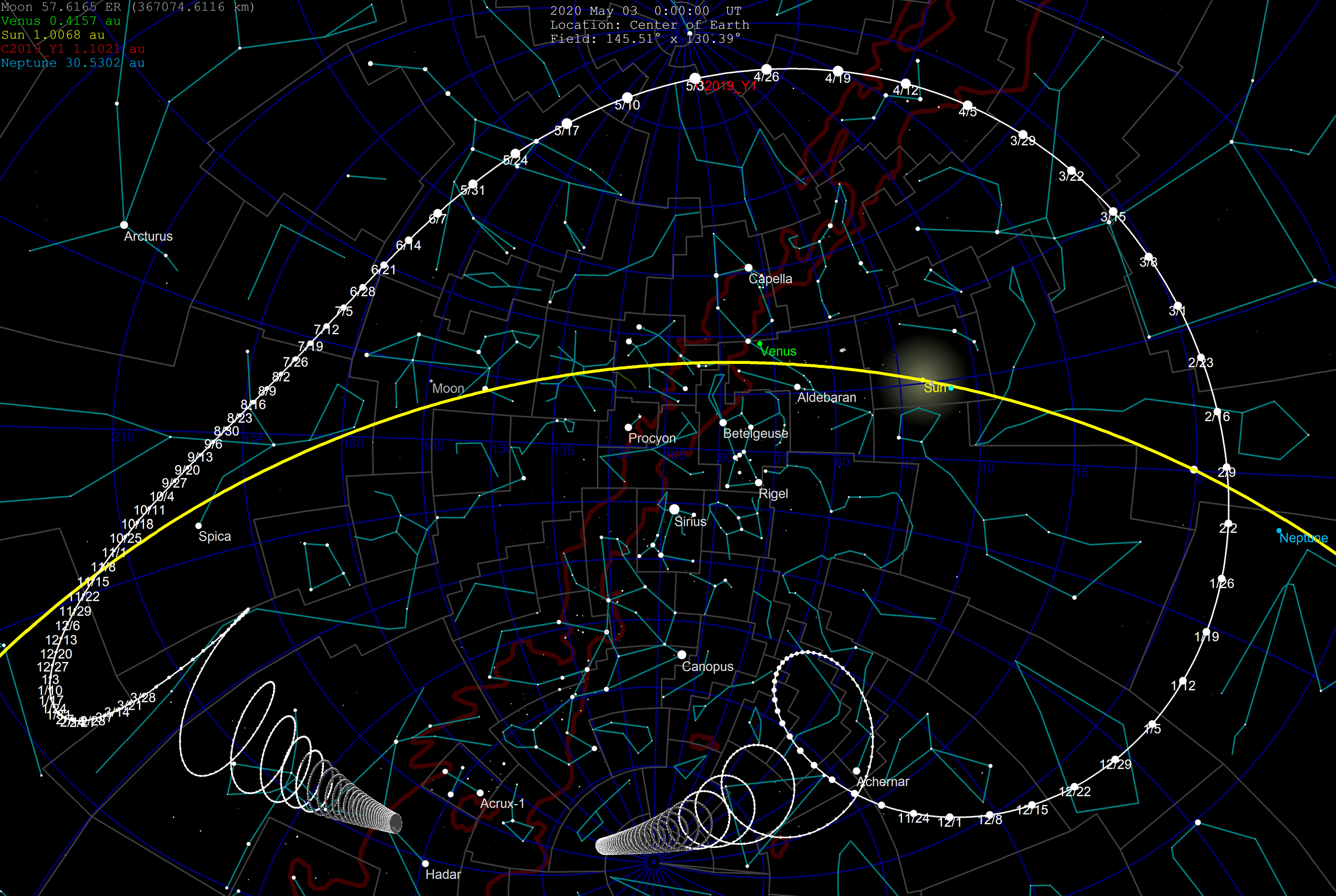
Movimento de 1 semana no céu